# Prevenção Rodoviária Portuguesa
A Prevenção Rodoviária Portuguesa, também conhecida por PRP, é uma associação portuguesa, sem fins lucrativos, com o objectivo de prevenir os acidentes rodoviários e as suas consequências.
Para o efeito, desenvolve as acções, como por exemplo: campanhas de sensibilização e recolha de dados estatísticos sobre a sinistralidade rodoviária em Portugal.